# Le Frestoy-Vaux
Le Frestoy-Vaux es una comuna francesa situada en el departamento de Oise, en la región de Alta Francia.

## Demografía
| 211 | 223 | 246 | 220 | 209 | 205 | 244 |
| Para los censos de 1962 a 1999 la población legal corresponde a la población sin duplicidades (Fuente: INSEE [Consultar]) |     |     |     |     |     |     |